# Pel·lícula de violació i venjança
La violació i venjança és un gènere cinematogràfic derivat del gènere del terror que segueix la narrativa bàsica d'una persona que és violada provocant l'inici d'una venjança per part de la víctima o algú relacionat amb ella. La víctima sol ser una dona. Se solen caracteritzar pel motiu constant de violació com a crim que assegura la venjança, pels flashbacks que porten al trauma de la violació i el mostrar tortures i castracions, arribant a coincidir amb el gènere del "torture porn".
La pel·lícula pionera del gènere és La font de la donzella (1960). La pel·lícula que suposà una expansió del gènere fou Last house on the left (1972).